# Hi Bich
Hi Bich è un singolo della rapper statunitense Bhad Bhabie, pubblicato il 21 settembre 2017 come primo estratto dal primo mixtape 15. È stato pubblicato anche un remix del brano, in collaborazione con Rich the Kid, Asian Doll e MadeinTYO.

## Video musicale
Il video è uscito il 21 settembre 2017 in concomitanza con l'uscita del singolo. Il video è diviso in due parti: nella prima è presente il video di Hi Bich, nella seconda il video di Wachu Know. Il video musicale del remix è uscito sul canale di WorldStarHipHop il 1 febbraio 2018.

## Tracce
Download digitale, streaming
1. Hi Bich – 1:45

Download digitale, streaming – remix
1. Hi Bich Remix (feat. Rich the Kid, Asian Doll e MadeinTYO) – 4:20

## Classifiche
| Classifica (2017) | Posizione massima |
| ----------------- | ----------------- |
| Canada            | 66                |
| Stati Uniti       | 68                |